# Bob Gansler
Bob Gansler (Mucsi, 1 de julho de 1941) é um ex-futebolista e treinador de futebol estadunidense, de origem húngara.

## Carreira
Bob Gansler comandou os Estados Unidos da Copa do Mundo de 1990, após 40 anos de ausências em Copas.